# 普利茅斯 (印地安納州)
普利茅斯（英語：Plymouth）是一個位於美國印第安納州馬歇爾郡的城市。根據2010年美國人口普查，該地人口為10033人，而該地的面積約為19.62平方公里。同時該地也是馬歇爾郡的縣治。

## 地理
普利茅斯的座標為41°20′38″N 86°18′45″W / 41.34389°N 86.31250°W，而該地的平均海拔高度為243米（即797英尺）。